# متلألئة شعرية
متلألئة شعرية (الاسم العلمي:Luzula pilosa) هي نوع من النباتات تتبع جنس المتلألئة من الفصيلة الأسلية.